# シルバーエイト
シルバーエイトは、川崎近海汽船が運航しているフェリー。

## 概要
べが (2代)」の代船として内海造船瀬戸田工場で建造され2013年3月12日に進水、6月27日に竣工した。船名は起点の八戸港に因んだものとした。就航に先立ち、6月29日に苫小牧港、6月30日に八戸港で船内見学会が開催され、6月30日22時八戸発の便で八戸 - 苫小牧航路に就航した。本船は津軽海峡フェリーと鉄道建設・運輸施設整備支援機構の共有船として建造され、川崎近海汽船が傭船して運航している。
通常ダイヤでは、八戸22時発（苫小牧翌6時着）、苫小牧9時30分発（八戸18時着）の便に就航している。
2015年7月3日から、北海道発着のフェリーとして初めて電気自動車用の船内充電設備の運用を開始した。
2022年4月、用船契約が変更、川崎近海汽船へ裸用船され、それに伴い運航、管理は川崎近海汽船にて行われている。

## 設計
船型はべがより大型化し乗客定員は据え置き車両積載数はトラックを削減し乗用車分を増大させた。船内は「やすらぎ」と「だんらん」をコンセプトにデザインされており和風の雰囲気を基調とした落ち着きあるシックなものとし、全席指定となっている。船体側面のラインカラーはグリーン＋グレーである。

### 船室
5甲板
- 特等室（ツイン） - 2名×4室、トイレ・浴室付
- 一等洋室 - 2名×10室、2段ベッド・洗面台付 内ペット同伴室2室

4甲板
- 一等和室 - 4名×20室 内バリアフリー対応2室
- 二等寝台(2018年4月25日より「2等寝台A」) - 2名×80室、2段ベッド
- 二等室（一般）- 40名×6室・44名×8室
- 二等室（女性専用） - 20名×2室
- ドライバー室 - 1名×44室

### 設備
5甲板
- 展望浴室
- ペットルーム
- ドライバー浴室
- ドライバーサロン

4甲板
- エントランスホール
- オートレストラン
- 売店
- PCブース
- ゲームコーナー
- ベビールーム